# اسحاق‌باغی
اسحاق‌باغی (به لاتین: İsaqbağı) یک منطقهٔ مسکونی در جمهوری آذربایجان است که در شهرستان زردآب واقع شده‌است. اسحاق‌باغی ۱٬۱۹۵ نفر جمعیت دارد.
نام این روستا به معنای باغ اسحاق است.